# Leonard Bailey
Leonard Bailey (8. maj 1825 i Hollis, New Hampshire – 5. februar 1905 i New York City) var oprindeligt snedker og patenterede fra 1858 flere jernhøvle. Produktionen blev overtaget af Stanley-fabrikkerne fra 1896.

## Ekstern henvisninger
- http://www.hyperkitten.com/tools/ Arkiveret 3. april 2005 hos  Wayback Machine
- En af Leonard Baileys patentansøgninger Arkiveret 26. december 2004 hos  Wayback Machine
- http://www.baskholm.dk/haandbog/haandbog.html Arkiveret 16. september 2008 hos  Wayback Machine